# Еспен Бергер
Еспен Гаммер Бергер (норв. Espen Hammer Berger, нар. 9 березня 1994, Левангер, Норвегія) — норвезький футболіст, фланговий захисник клубу «Саннес Ульф».

## Ігрова кар'єра
Грати у футбол Еспен Бергер починав у своєму рідному місті Левангер у команді з нижчих дивізіонів чемпіонату Норвегії. У 2018 році Бергер приєднався до клубу «Старт» і у квітні того року зіграв свій перший матч у Елітесеріен проти «Русенборга». За результатами того сезону «Старт» вилетів до Другого дивізіону, а сам Бергер уклав угоду з клубом «Саннес Ульф».
Свій перший гол за клуб Бергер забив у травні 2021 року у ворота команду «Улл/Кіса» у турнірі Другого дивізіону.